# Saitō Yoshitsugu

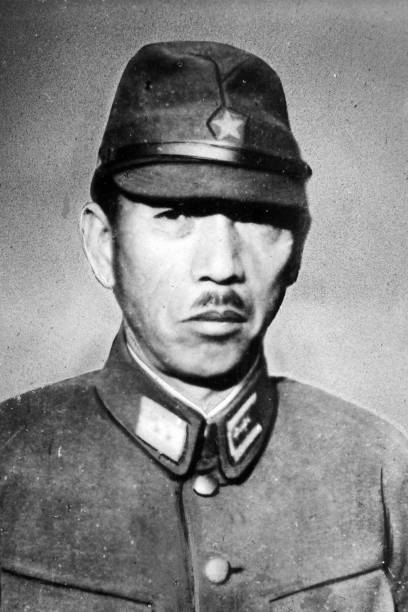
Saitō Yoshitsugu

Saitō Yoshitsugu (jap. 斎藤 義次; * 2. November 1890 in der Präfektur Tokio, Japan; † 7. Juli 1944 auf Saipan) war ein Generalleutnant des Kaiserlich Japanischen Heeres.

## Leben
Saitō wurde in der Präfektur Tokio geboren. 1912 schloss er als Oberleutnant die Militärakademie als Kavallerist ab. 1924 folgte der Abschluss der Generalstabsakademie. 1933 befehligte er als Oberst das 14. Kavallerie-Regiment, ab 1934 das 8. Kavallerie-Regiment und ab 1936 das 24. Kavallerie-Regiment. Zu Beginn des Pazifikkriegs war er für die Beschaffung von Pferden für die Armee verantwortlich.
Im April 1943 übernahm Saitō, inzwischen zum Generalleutnant befördert, das Kommando über die 43. Division. Im Mai 1944 wurde Saitō mit seiner Division nach Saipan verlegt. Bei der gestaffelten Verlegung seiner Einheiten wurde der zweite Konvoi (Konvoi 3530) wiederholt von alliierten U-Booten angegriffen. Von sieben Transportschiffen wurden fünf versenkt und bei der Ankunft auf Saipan am 19. Mai bzw. 9. Juni hatte die Division nur noch eine Stärke von 12.900 Mann. Saitō übernahm den Oberbefehl über die Heerestruppen auf der Insel, beriet sich jedoch während der Verteidigung mit Vizeadmiral Nagumo Chūichi, der die Marinestreitkräfte befehligte. Nachdem er nach der Landung der Amerikaner durch ein Schrapnell verwundet wurde, brach er mit Nagumo und befahl einen Frontalangriff (Gyokusai) auf die feindlichen Stellungen, bei dem 98 % der Japaner den Tod fanden. Saitō selber starb im Morgengrauen des 8. Juli 1944 durch Suizid (Seppuku), bei dem ihm sein Adjutant assistierte.